# Zingiber ellipticum
Zingiber ellipticum är en enhjärtbladig växtart som först beskrevs av Shao Quan Tong och Y.M.Xia, och fick sitt nu gällande namn av Q.G.Wu och Te Lin g Wu. Zingiber ellipticum ingår i släktet Zingiber och familjen Zingiberaceae. Inga underarter finns listade i Catalogue of Life.